# Beneath the Massacre
Beneath the Massacre – kanadyjska grupa muzyczna wykonująca death metal. Powstała w 2004 roku w Montrealu w prowincji Quebec z inicjatywy wokalisty Elliota Desgagnésa, gitarzystów Christophera Bradleya i Jonathana Dubeaua, basisty Dennisa Bradleya, perkusisty Justina Roussellea oraz keyboardzisty Christiana Pépina.

## Dyskografia
Albumy studyjne
- Mechanics of Dysfunction (2007, Prosthetic Records)[4]
- Dystopia (2008, Prosthetic Records)[5]
- Incongruous (2012, Prosthetic Records)
- Fearmonger (2020, Century Media Records)[6]

Minialbumy
- Evidence of Inequity (2005, Galy Records)[7]
- Marée Noire (2010, Prosthetic Records)[8]

## Teledyski
- "Society's Disposable Son" (2007, reżyseria: Kevin Custer)[9]